# コロナコリナ・アクラ
コロナコリナ・アクラ（Coronacollina acula）は、無脊椎動物の一種。2012年に「硬質の組織を持つ最古の多細胞生物」として報告された。
コロナコリナ・アクラの化石は、オーストラリア南部の約5億6000万 - 5億5000万年前（エディアカラ紀）の地層から発見された。属名は「縁のある丘」、種小名は「棘」の意。

## 形態
コロナコリナ・アクラは丘のような中心部分と、そこから放射状に伸びる棘から成る。中心部分は辺縁部が盛り上がり、特に等間隔で3ヶ所が隆起する。縁に囲まれた中央は凹んでいる。棘の太さは1mm以下、長さは最長37cm、バイオミネラリゼーションもしくはキチン質によって硬質化されていたと考えられている。棘の本数は化石ごとに差があり、一個体あたり最大4本、一方で1-2本しか持たない個体も複数確認されている。本生物のこのような形態について、カンブリア紀の海綿動物であるチョイアとの類似が指摘されている。